# Troposféra

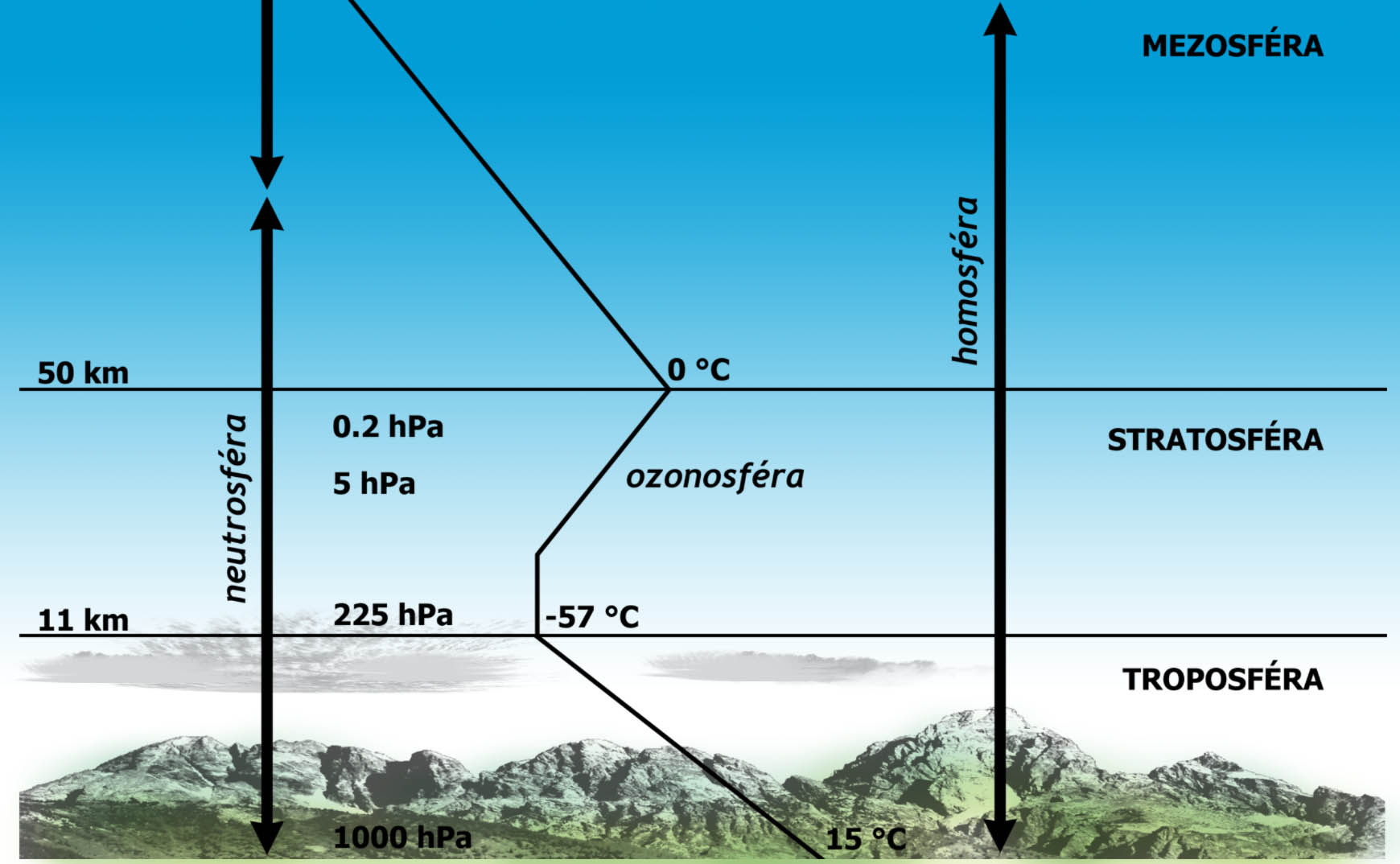
Základní struktura spodní atmosféry

Troposféra je nejspodnější část atmosféry sahající od zemského povrchu k tropopauze, jež odděluje troposféru od výše ležící stratosféry. Tato hranice je dána změnou teplotního gradientu. Na rovníku je troposféra vertikálně mohutná kolem 16–18 km, v mírných šířkách dosahuje v průměru přibližně k 11 km a u pólů má vertikální rozsah 7–9 km. Vertikální mohutnost troposféry však závisí nejen na zeměpisné šířce, ale také na teplotě vzduchové hmoty a roční době.
Tlak vzduchu v nadmořské výšce 0 m je v průměru 1013 hPa, ve výšce 5500 m (polovina vertikálního rozsahu troposféry) je 500 hPa, na horní hranici troposféry kolem 250 hPa. Hustota vzduchu v nadmořské výšce 0 m je v průměru 1,225 kg.m−3, teplota vzduchu průměrně 15 °C. Viz Mezinárodní standardní atmosféra.
Pro troposféru je charakteristický obecný pokles teploty vzduchu s rostoucí výškou. Průměrný vertikální teplotní gradient (stratifikace, zvrstvení) je 0,65 °C na 100 m, nicméně průměrná hodnota ve spodní troposféře je nižší díky častým výskytům inverze teploty vzduchu – okolo 0,30 až 0,50 °C na 100 m. Nad tropopauzou je teplota vzduchu konstantní, případně nepatrně roste, a ve větší výšce pak roste výrazněji vlivem vyšší koncentrace ozónu.
Podmnožinou troposféry je mezní vrstva, zasahující od zemského povrchu do výšky zhruba 1–3 km. Nad horní hranicí mezní vrstvy je tzv. volná atmosféra. Těsně u zemského povrchu se vyskytuje přízemní vrstva, jejíž obvyklá mohutnost je několik desítek metrů, má výrazný denní chod a probíhá v ní nejintenzivnější tok tepla, vlhkosti či turbulence.
Na každé polokouli jsou situovány velkoprostorové cirkulační buňky se stálou polohou, které jsou základními prvky globální cirkulace atmosféry. Nad rovníkem vzduch vystupuje do výšky do oblasti tropopauzy, odtud proudí do vyšších zeměpisných šířek a přibližně kolem 20. až 30. šířkového stupně sestupuje k zemskému povrchu. U něj proudí zpět k rovníku, toto proudění se obvykle označuje jako pasát. Tato cirkulační buňka se nazývá Hadleyho. Druhá cirkulační buňka je mezi 20. až 30. stupněm a přibližně 60. stupněm zeměpisné šířky, nazývá se Ferrelova. Od 60. stupně zeměpisné šířky do oblasti zemského pólu je polární buňka.
Slovo troposféra pochází z řečtiny (τρόπος = „otáčet“, popřípadě „míchat“; σφαῖρα = „koule“). V troposféře probíhá intenzivní turbulentní promíchávání, takže vzduch má víceméně konstantní zastoupení plynů, ale s ohledem na proměnlivý obsah vodní páry nebo různých příměsí, jako oxidy uhlíku či dusíku. Troposféra je nejnižší část atmosféry, kde se vyskytují nejvýznamnější povětrnostní jevy, přičemž zahrnuje 75 % hmotnosti atmosféry. Zejména v troposféře probíhají procesy, které nazýváme počasí.